# سان آنتونیو د لاس بانیوس
سان آنتونیو د لاس بانیوس (به اسپانیایی: San Antonio de los Baños) یک منطقهٔ مسکونی در کوبا است که در استان آرتمیسا واقع شده‌است. سان آنتونیو د لاس بانیوس ۱۲۷ کیلومتر مربع مساحت و ۴۶٬۳۰۰ نفر جمعیت دارد و ۶۰ متر بالاتر از سطح دریا واقع شده‌است.